# Luis Alfredo Sánchez
Luis Alfredo Sánchez Crespo (Palmira; 13 de enero de 1941-Cali; 31 de julio de 2022) fue un director de cine y guionista colombiano. Estudió cine en el Instituto de Cinematografía de Moscú. Escribió, dirigió y produjo películas de largo, medio y cortometraje, así como varias producciones documentales, algunas ganadoras de diferentes premios internacionales. También ejerció el periodismo, la cátedra universitaria y la publicidad. Fue guionista, editor, productor de cine y televisión y diplomático de su país en el exterior.

## Biografía
Desde muy joven, Luis Alfredo ejerció el periodismo. A a los veinte años fue invitado a Lima por el poeta peruano Manuel Scorza a trabajar en la Organización Internacional de Festivales del Libro en la capital peruana. A su regreso a Bogotá, después de un año, se asoció al Colegio Nacional de Periodistas de Colombia y prestó servicios periodísticos en radio y a la Agencia France Presse.
Invitado por la Organización Internacional de Periodistas viajó a Argelia, Alemania y Rusia. En este último país recibió una beca para estudiar dirección de cine y obtuvo una maestría en artes. Sus galardonados documentales Leningrado y Moscú a primera vista le sirvieron de tesis de grado. Durante su estadía de seis años en la capital rusa, fue corresponsal del diario bogotano El Espectador, donde tuvo un programa semanal de crónicas en Radio Moscú. Trabajó como narrador en el doblaje al español de documentales y películas rusas.
De regreso a Colombia en 1970, dirigió el noticiero semanal cinematográfico "Cine Noticias" y varios documentales sobre temas sociales y políticos que causaron gran impacto y recibieron premios nacionales e internacionales, como El oro es triste, El cuento que enriqueció a Dorita, La patria boba y Arte y política. Por esa época, el escritor Gabriel García Márquez le cedió los derechos de su cuento La siesta del martes para una versión cinematográfica que nunca se realizó.
Ejerció la cátedra en la Universidad de América y la Universidad Jorge Tadeo Lozano de Bogotá. Fue uno de los socios fundadores y directivo de la Asociación de Cinematografístas Colombianos. Dirigió Palabras de poeta, un documental de investigación sobre siete poetas colombianos.
A finales de los setenta fue invitado a Caracas por el Museo de Bellas Artes para trabajar allí. Realizó dos documentales en Venezuela. Uno de ellos, Viva el color, sobre artistas plásticos iberoamericanos, fue premiado en varios certámenes.
Colaboró con el diario El Tiempo de Bogotá, la revista Cromos, el periódico ruso Gazeta literaria y en varias revistas especializadas en cine.

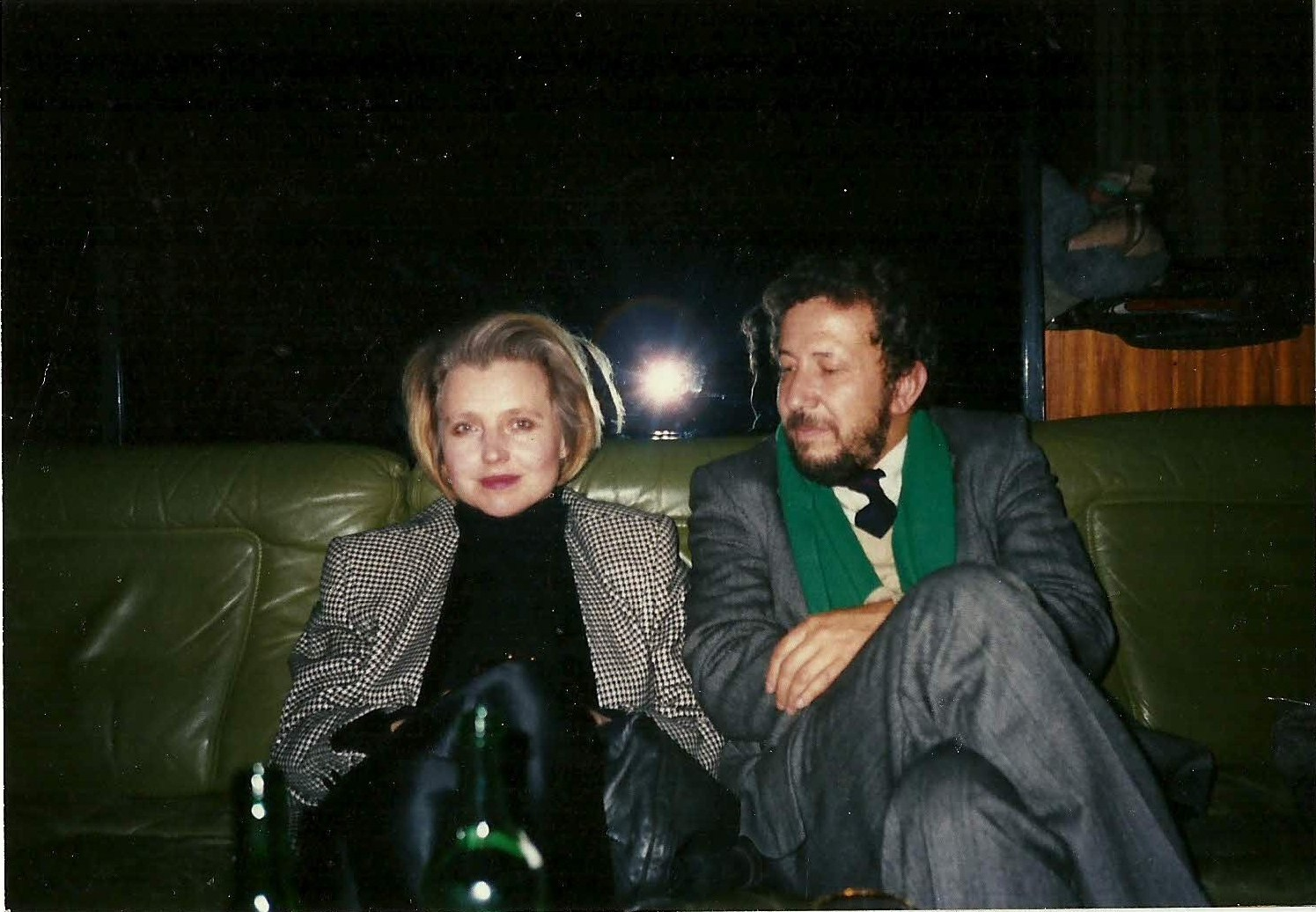
Con la actriz alemana Hanna Schygulla en el Festival de Berlín

En 1981 dirigió su primer largometraje La Virgen y el fotógrafo y varios mediometrajes acogiéndose al apoyo de la empresa estatal FOCINE. Entre estos últimos, El Potro Chusmero, primera parte del proyecto de una trilogía argumental sobre las guerrillas liberales del llano colombiano en los años cincuenta, abortado por la censura estatal. La prohibición al Potro Chusmero para ser difundido por televisión, generó la protesta de los medios de comunicación e intelectuales. Hubo notas editoriales en la prensa y hasta el famoso caricaturista colombiano Osuna le dedicó dos caricaturas al tema en la edición dominical del diario El Espectador. El film fue seleccionado para el Festival de Cine de San Sebastián en España en 1987 y luego obtuvo varias distinciones.
Dirigió trabajos para televisión, entre ellos Gotas amargas sobre el poeta José Asunción Silva, con la participación del elenco del Teatro Libre de Bogotá. Realizó los polémicos comerciales La droga es violencia, documentales sobre arte y series de televisión como Localicémonos en Bogotá de veinte capítulos. Algunas de sus producciones han sido premiadas en los festivales de cine de Leipzig, Moscú, Karlovy Vary, Barcelona, Cartagena, Bogotá, Taskent y otros. Escribió con el escritor Plinio Apuleyo Mendoza el seriado de televisión de catorce capítulos Yesterday, que por imprevistas razones no se llevó a la pantalla. Escribió artículos y reportajes para diferentes revistas y periódicos colombianos. 
A finales del siglo pasado dirigió Infierno Inolvidable, un largometraje documental sobre el escritor Álvaro Mutis, coproducción de Colombia, Francia y México que hoy forma parte del catálogo oficial de las embajadas francesas en el mundo, habiendo recibido el apoyo de Fondo Audiovisual Francés y el Ministerio de Relaciones Exteriores de Francia. También figura en el catálogo del Instituto Cervantes que lo exhibe en sus sedes internacionales.
Escribió Álvaro Mutis sobre Infierno Inolvidable,

Hay en este documental aciertos admirables que indican una muy particular sensibilidad para dejar en imágenes mis obsesiones, mis amores, mis demonios y fantasmas. Los paisajes de tierra caliente, el niño escogido para mi encuentro con Coello y que se parece tanto al niño que fui y que trato de que siga viviendo allá dentro de mí y en mi poesía, todo ha sido de un logradísimo buen gusto y de una eficacia cinematográfica impecable.

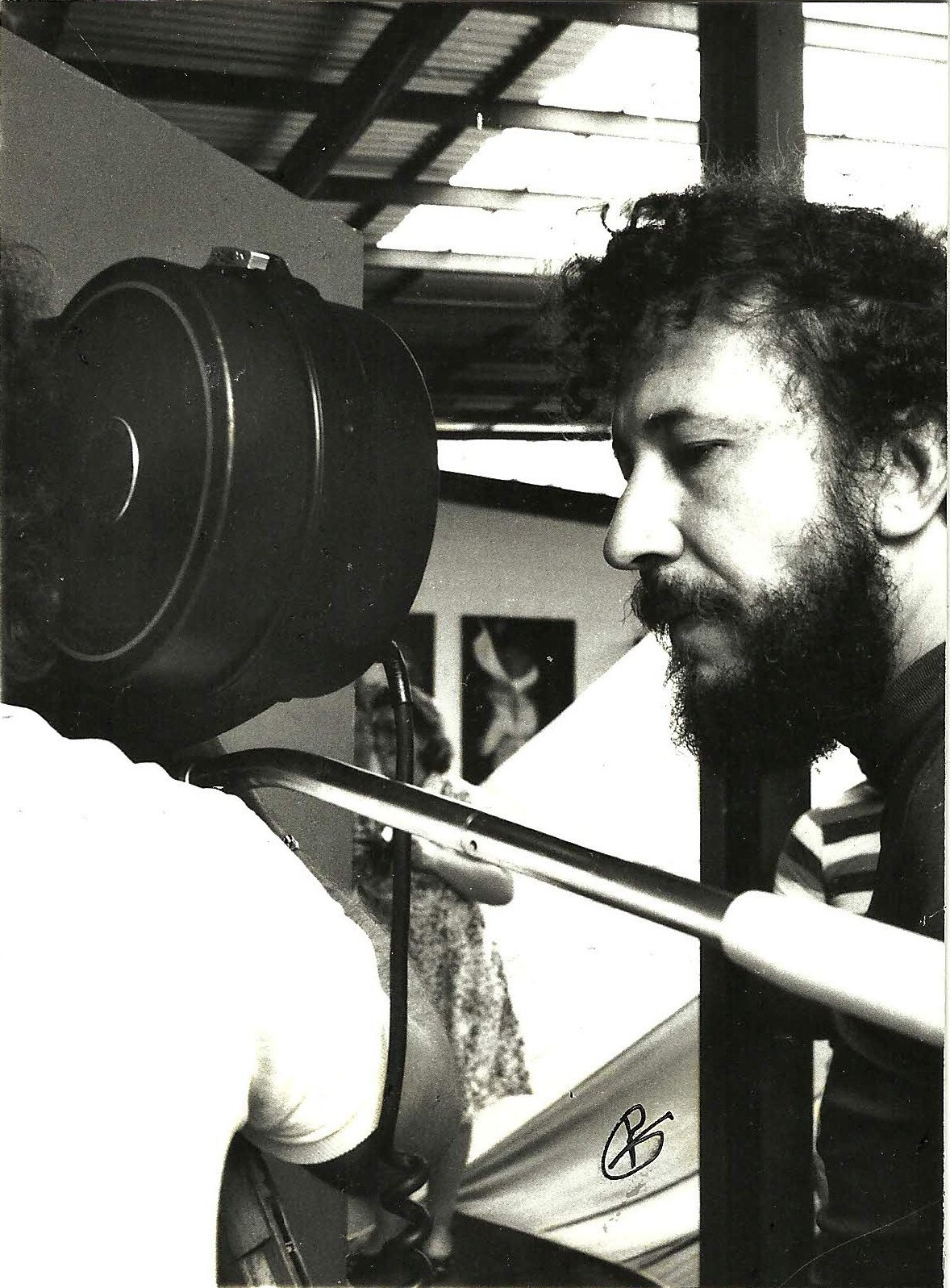
Durante el rodaje de Palabras de poeta en Bogotá

Participó en muestras de cine en Caracas, Bogotá, Mérida, Quito, Nueva York, Moscú, París, Madrid, Londres, México, Barcelona, Buenos Aires, Montevideo, Berlín, La Habana, Tampere, Praga, Taskent y Biarritz.
En la misma década de los noventa produjo y dirigió otras producciones, entre ellas Hombres hicotea, sobre el viajero francés de siglo XIX Luis Stifler para el Fondo de Promoción de la Cultura, y ciento sesenta capítulos del programa de crónicas para televisión Punto Aparte, emitido por Señal Colombia. Fue el autor del guion y textos de la casi totalidad de sus películas.
Se asoció a la empresa Big Bang Televisión a la que adjudican en 1996 un noticiero televisivo diario en el horario central, siendo el realizador del mismo. En el año 2000 lo condecoró el Congreso colombiano por sus servicios a la cultura y fue nombrado Consejero de la Embajada de Colombia en Rusia, cargo diplomático que ejerció hasta finales del 2004. Se desempeñó en tres oportunidades como embajador encargado, además de cónsul realizando diversas actividades culturales en Moscú, exposiciones de arte colombiano, muestras de cine y conferencias. 
Luego de un retiro de cinco años produjo a finales del 2010 una campaña institucional y publicitaria con imágenes de la obra de la pintora Ana Mercedes Hoyos. Su documental Mi Palenque. Ana Mercedes Hoyos finalizado a comienzos de 2011 es su más reciente creación.
En el aspecto personal estuvo casado con la productora y cineasta rusa Natasha Iartovsky, fallecida en 2015.
Falleció el 31 de julio de 2022 en Cali, ciudad donde residía. Tenía 81 años.

## Filmografía
Cortometrajes y documentales
- 1969 
  - Leningrado (tesis de grado en el Instituto de Cine de Moscú, VGIK)
  - Moscú a Primera Vista (para la Agencia rusa de prensa, Novosti)

- 1970 - 1980
  - El oro es triste
  - El cuento que enriqueció a Dorita
  - La patria boba
  - Blanco y negro
  - Medellín ciudad de flores
  - El gallo rojo
  - La mujer
  - Ayúdenos a ayudar
  - Cali: Presencia en el tiempo
  - Colombia y sus puertos
  - Ensayos para un concierto
  - La iglesia del hombre
  - Las acacias
  - El río
  - Guajira-Guajira
  - El pintor Alirio Rodríguez (Venezuela)

- 1980 - 1990 
  - Fiebre
  - Roberto José Guerrero
  - Paisajes bogotanos
  - Puentes
  - Cien años de pintura 
  - Guillermo Wideman
  - Bogotá 450 años
  - Rutas para recordar
  - Arte de la tierra
  - Indígenas y Naciones Unidas

- 1990 - 2000 
  - Expolisboa
  - El desafuero de la pintura (sobre el pintor Alejandro Obregón)
  - Festival de verano
  - Noemí Sanín
  - Localicémonos en Bogotá serie de televisión de veinte capítulos para Compañía Audiovisuales
  - Punto Aparte Programa de televisión en 160 emisiones (Señal Colombia)

- 2011
  - Mi palenque - Ana Mercedes Hoyos (Documental)

- 1977 
  - Arte y política (2 capítulos, “De los Virreyes a la Violencia”, “De la familia presidencial a la Vanguardia” (documental - 40 minutos)

- 1980 
  - Palabras de poeta (documental - 40 minutos)

- 1986 
  - El domador de la llanura (docudrama - 29 minutos)

- 1987 
  - El potro chusmero (argumental - 28 minutos)

- 1992 
  - Hombres hicotea (docudrama - 47 minutos)

- 1978 
  - Viva el color (documental - 50 minutos - Venezuela)

- 1982 
  - La virgen y el fotógrafo (argumental - 1 hora 30 minutos - Colombia)

- 1997 
  - Infierno inolvidable (documental - 58 minutos - Colombia, Francia, México)